# Menhir des Hautes Landes
Le menhir des Hautes Landes est un menhir situé à Pleucadeuc, dans le Morbihan en France.

## Localisation
Le menhir est situé dans un champ à environ 1,2 km à l'ouest du bourg.

## Description
Le menhir est constitué d'un bloc de granite de 2,20 m de hauteur. Il penche légèrement vers l'est.